# العلاقات البنينية السورية
العلاقات البنينية السورية هي العلاقات الثنائية التي تجمع بين بنين وسوريا.

## مقارنة بين البلدين
هذه مقارنة عامة ومرجعية للدولتين:
| وجه المقارنة                                              | بنين            | سوريا                    |
| --------------------------------------------------------- | --------------- | ------------------------ |
| المساحة (كم2)                                             | 114.76 ألف      | 185.18 ألف               |
| عدد السكان (نسمة)                                         | 11.18 مليون     | 18.27 مليون              |
| الكثافة السكانية (ن./كم²)                                 | 97.42           | 98.66                    |
| العاصمة                                                   | بورتو نوفو      | دمشق                     |
| اللغة الرسمية                                             | لغة فرنسية      | اللغة العربية            |
| العملة                                                    | فرنك غرب أفريقي | ليرة سورية               |
| الناتج المحلي الإجمالي (بليون دولار)                      | 9.27 مليار      | 60.20 مليار              |
| الناتج المحلي الإجمالي (تعادل القوة الشرائية) بليون دولار | 22.38 مليار     |                          |
| الناتج المحلي الإجمالي الاسمي للفرد دولار أمريكي          | 762             |                          |
| الناتج المحلي الإجمالي للفرد دولار أمريكي                 | 2.03 ألف        |                          |
| مؤشر التنمية البشرية                                      | 0.480           | 0.594                    |
| رمز المكالمات الدولي                                      | +229            | +963                     |
| رمز الإنترنت                                              | .bj             | .sy                      |
| المنطقة الزمنية                                           | ت ع م+01:00     | ت ع م+02:00، ت ع م+03:00 |

## منظمات دولية مشتركة
يشترك البلدان في عضوية مجموعة من المنظمات الدولية، منها:
| علم المنظمة | اسم المنظمة                               | تاريخ انضمام بنين | تاريخ انضمام سوريا |
| ----------- | ----------------------------------------- | ----------------- | ------------------ |
|             | مؤسسة التنمية الدولية                     | 16 سبتمبر 1963    | 28 يونيو 1962      |
|             | يونسكو                                    | 18 أكتوبر 1960    | 16 نوفمبر 1946     |
|             | وكالة ضمان الاستثمار متعدد الأطراف        | 26 سبتمبر 1994    | 14 مايو 2002       |
|             | الأمم المتحدة                             | 20 سبتمبر 1960    | 24 أكتوبر 1945     |
|             | الاتحاد البريدي العالمي                   | ?                 | ?                  |
|             | البنك الدولي للإنشاء والتعمير             | 10 يوليو 1963     | 10 أبريل 1947      |
|             | منظمة التعاون الإسلامي                    | ?                 | 1972               |
|             | منظمة حظر الأسلحة الكيميائية              | ?                 | ?                  |
|             | الاتحاد الدولي للاتصالات                  | 1961              | 12 يناير 1924      |
|             | مؤسسة التمويل الدولية                     | 5 فبراير 1987     | 28 يونيو 1962      |
|             | المركز الدولي لتسوية المنازعات الاستشارية | 14 أكتوبر 1966    | 24 فبراير 2006     |
|             | منظمة الشرطة الجنائية الدولية             | ?                 | ?                  |

## وصلات خارجية
- موقع وزارة الخارجية البنينية